# Mehdi Attar Ashrafi
Mehdi Attar Ashrafi (persisch مهدی عطار اشرفی‎ * 23. Dezember 1948; † 9. Januar 2021) war ein iranischer Gewichtheber.

## Biografie
Mehdi Attar Ashrafi gewann bei den Asienspielen 1974 die Bronzemedaille im Zweikampf und im Reißen. Im Stoßen gewann er Silber. Bei den Olympischen Sommerspielen 1976 in Montreal belegte er im Mittelgewicht unter 17 Athleten den 15. Platz.